# Српски народни обичаји
Српски народни обичаји потичу из давних времена и у складу су са старим веровањима Срба, који су опстали до данас. Народне обичаје често прате разне тајанствене и мистичне радње које народ чини у разним приликама и из разних побуда, верујући да ће му то некако помоћи и користити.
Намена народних обичаја је различита и може бити:
- да се заштити здравље укућана,
- да се сачува и повећа пород и имовина,
- да пада киша и да се натопе жедна поља,
- да се сузбију и разбију градоносни облаци.
- да се придобије особа која се воли,
- да се излечи болесник,
- да се напакости некоме, итд.

Постоји много народних обичаја: за сваку радњу, сваки догађај, сваки празник, сваку прилику и неприлику. Обичаји су се у народу доста множили, мењали и допуњавали.
Срби су народ са богатом традицијом, који се, због различитих историјских околности суочавао са великим искушењима њеног очувања. Међутим, многи обичаји Срба су током дугог временског периода били изгубљени или потиснути. Данас, у измењеним околностима, унутар српског ентитета, постоји све већа тежња да се већина обичаја обнови и утка у контекст савременог живота. Најзаступљенији и најпознатији обичаји код Срба су обичаји животног циклуса, који су у вези са рођењем, крштењем, венчањем, одласком у војску, смрћу итд. Колико је чување обичаја било значајно за заједницу говори и изрека “боље земљу продати, него обичај изгубити”.
Вук Караџић је забележио доста народних обичаја и захваљујући његовом раду, многи су и данас познати. Српским народним обичајима, у новије време, бавио се доста етнолог Веселин Чајкановић.
Народни обичаји везани за народне празнике описивани су у разним народним календарима који се формирају за једну годину или више година.

## Славски обичаји
За већину народа православне вероисповести карактеристично је слављење славе. Крсна слава је прастари обичај у коме се, уз посебне обреде и гозбу, прославља хришћански светитељ заштитник и давалац. Сваки Србин има по један дан у години који он слави и то се зове крсно име, свети, свето и благ дан. Пре славе обично се освештавају просторије у којима ће се обедовати и боравити у време славе. Обичај је да се уочи славе припреми славски колач који свештеник сече и полива вином. Стари обичај везан за Славу који се понегде још задржао је такозвано „дворење славе“. Ради се о томе да домаћин и укућани који тога дана прослављају своје Крсно име уопште не седају, у знак поштовања према своме Светитељу, већ послужују госте и са њима разговарају стојећи.

## Празнични обичаји
У Србији су, поред Крсних слава, највећи празници Божић и Васкрс.
Божић је најрадоснији празник међу свим празницима код Срба. Празнује се три дана. Први дан Божића је увек 7. јануара по новом календару односно 25. децембра по старом календару. На Божић ујутро, пре свитања, звоне сва звона на православним храмовима, пуца се из пушака и прангија и објављује долазак Божића и Божићног славља.
Обичај је да домаћин и сви укућани облаче најсвечаније одело, и одлазе у цркву на јутарњу и Божићну литургију. После службе у цркви се прима нафора и прво се она узима на Божић. Људи се поздрављају речима: „Христос се роди!" и отпоздрављају: „Ваистину се роди!".
Васкрс је највећи хришћански празник. Тога дана је Господ Исус Христос васкрсао из мртвих, победио смрт и свима људима од Адама и Еве до последњег човека на земљи даровао вечни живот. За Васкрс су, такође, везани лепи обичаји у нашем народу. У целом хришћанском свету, па и код нас Срба, за овај празник је везан обичај даривања јајима. Јаје је символ обнављања природе и живота. И као што бадњак горећи на огњишту даје посебну чар божићној ноћи, тако исто васкршње црвено јаје значи радост и за оне који га дају и који га примају. Домаћица, по устаљеној традицији, васкршња јаја боји (фарба) на Велики петак. По старом обичају на столу стоји украшена чинија са офарбаним јајима. Домаћин први узима једно јаје, а за њим сви укућани. Тад настане весеље и такмичење чије је јаје најјаче. Приликом туцања изговара се, такође, „Христос Васкрсе“ и „Ваистину Васкрсе“.

## Посебни обичаји
- Обичаји везани за свадбу[4]: 
  - Бидермајер - Када се заврши церемонија венчања, млада баца бидермајер. Девојка која га ухвати је по веровањима следећа за удају.
  - Јабука - Када младожења иде по младу, обичај је да таст постави јабуку на највише дрво у младином дворишту. Младожења не може да одведе младу све док пушком не погоди јабуку на дрвету.
- Обичаји везани за сахране[5]: 
  - Припрема за сахрану
  - Опело
  - Освећење водице
- Обичаји везани за рођење детета: 
  - Стављање црвеног конца беби на руку - против урока
  - Даривање детета - најчешће златом
  - Цепање кошуље
- Обичаји везани за рођендан:
  - Извлачење (чупање) ушију, онолико пута колико слављеник пуни година.
  - Гашење свећица
  - Даривање слављеника

## Галерија
- Крсна слава
- Славска свећа
- Слава
- Ускршња јаја
- Бидермајер